# دانشگاه آزاد اسلامی واحد بجنورد
دانشگاه آزاد اسلامی واحد بجنورد، یکی از واحدهای جامع دانشگاه آزاد اسلامی در شهر بجنورد است که در سال ۱۳۶۶ بنیانگذاری شد. این دانشگاه دارای ۵٬۷۴۲ دانشجو در ۸۶ رشته و در مقاطع مختلف کاردانی، کارشناسی، کارشناسی ارشد و دکترای تخصصی است.

## دانشکده‌ها
- دانشکده فنی مهندسی، معماری
- دانشکده علوم انسانی
- دانشکده پزشکی،پرستاری و مامایی
- دانشکده کشاورزی[۲]